# Бедльно-Жбівець
Бедльно-Жбівець (пол. Bedlno-Żbiwiec) — село в Польщі, у гміні Бедльно Кутновського повіту Лодзинського воєводства.
У 1975-1998 роках село належало до Плоцького воєводства.